# Odense Boldklub
Odense Boldklub je danski nogometni klub iz Odensea. 

## Uspjesi
- Danska Superliga
  - Prvak (3): 1977., 1982., 1989.

- Danski kup
  - Pobjednik (5): 1983., 1991., 1993., 2002., 2007.

## Vanjske poveznice
- Službena stranica